# Feria Nacional de la Plata
Es una feria realizada en la ciudad de Fresnillo, Zacatecas en México entre los días 13 de agosto y 5 de septiembre, su nombre proviene del hecho de que tradicionalmente Fresnillo ha sido un importante productor de Plata a nivel mundial, llegándose a llamar "Capital Mundial de la Plata".

## Historia
Esta feria tiene sus orígenes en 1954, al crearse la "Feria Regional de Fresnillo" en conmemoración de la llegada de una expedición de exploradores españoles a lo que hoy es la Ciudad el 2 de septiembre de 1554, bautizando el lugar como "Ojos de Aguas del Fresnillo" dando origen al nombre tradicional de la ciudad. A partir del año 2008 a la "Feria Regional de Fresnillo" se le cambió de nombre y de categoría, quedando Como "Feria Nacional de la Plata" como un esfuerzo de las autoridades locales para fortalecer y promover a la feria de Fresnillo. En esa edición la "Feria Nacional de la Plata" contó con eventos culturales y artísticos de calidad internacional lo que respaldó a esta Feria como la más importante del estado de Zacatecas. En 2012 se cambió a "Feria Nacional de Fresnillo" (FENAFRE) y en el 2014 nuevamente tuvo modificaciones y pasó a ser “Feria Nacional de la Plata de Fresnillo”

## Reinas

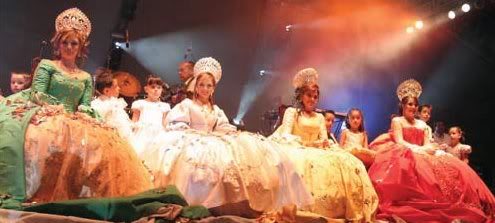
Paola, Alí, Viridiana y Fernanda, las cuatro fueron oficialmente declaradas reinas

El viernes 15 de agosto, dio inicio la Feria Nacional de la Plata Fresnillo 2008, y como gran apertura se llevó a cabo la tradicional coronación de las 4 reinas de la feria:Alí, Viridiana, Paola y Fernanda, que estuvo a cargo de la gobernadora Amalia García Medina y el presidente Municipal de Fresnillo, David Monreal.

## Eventos
para la realización de la feria nacional de la plata se contó con la construcción del domo de la feria el cual se ratificó como el teatro del pueblo en donde habrían 
presentaciones en vivo de diferentes artistas de todos los géneros sobre todo el naco género grupero de forma gratuita en la primera edición de la feria nacional de la plata. cuyas presentaciones corrieron a cargo del siguiente elenco artístico:
- yuridia - 15 de agosto
- Amanda Miguel & Diego verdaguer -16 de agosto
- teo gonzalez -17 de agosto
- La fe norteña de toño aranda & banda la chacalosa - 19 de agosto
- la propiedad de durango - 20 de agosto
- El venado azul & Banda pelillos - 21 de agosto
- Palomo - 22 de agosto
- Niurka - 23 de agosto
- maribel guardia - 24 de agosto
- DGO musical - 25 de agosto
- Keyla - 26 de agosto
- Banda san jose de mesillas - 27 de agosto
- El tri - 28 de agosto
- Gloria trevi - 29 de agosto
- Tigrillos - 30 de agosto
- Virtual Riot - 30 de agosto
- Santaneros de pepe bustos - 31 de agosto
- El chico elizalde - 1 de septiembre
- Banda el recodo - 2 de septiembre